# Martin megye (Észak-Karolina)
Martin megye az Amerikai Egyesült Államokban, azon belül Észak-Karolina államban található. Megyeszékhelye és legnagyobb városa Williamston. Lakosainak száma 22 031 fő (2020. április 1.). Martin megye Bertie, Washington, Beaufort, Pitt, Edgecombe és Halifax megyékkel határos.

## Népesség
A megye népességének változása:
| Lakosok száma | 24 456 | 24 266 | 23 906 | 23 699 | 23 357 | 22 031 |
|               | 2010   | 2011   | 2012   | 2013   | 2015   | 2020   |